# Крючков, Сергей Ефимович
Сергей Ефимович Крючков (22 января 1897, Москва — 25 июня 1969, Москва) ― русский советский филолог, языковед, методист, доктор филологических наук, профессор кафедры русского языка факультета русского языка и литературы.

## Биография
Сергей Ефимович Крючков родился 22 января 1897 года в Москве в семье рабочего-текстильщика. С 1911 по 1915 годы проходил обучение в Поливановской учительской семинарии. К его Филологическому образованию причастен педагог, член-корреспондента Академии Наук СССР, редактор и соавтор одного из основных словарей русского языка Д.Н. Ушаков. В 1921 году завершил обучение в Военно-педагогическом институте. 
В 1920-е годы осуществлял трудовую деятельность учителем в школах и других учебных заведениях Москвы и Московской области. С 1932 года Сергей Ефимович преподавал в Московском государственном педагогическом институте имени В.И. Ленина, работал и в Московском областном педагогическом институте, а также в Московском государственном университете им. М.В. Ломоносова. Некоторую часть своей трудовой деятельности посвятил и Институту русского языка Академии Наук. В 1954 году удостоен звания профессор.
Проживал в Москве. Умер 25 июня 1969 года. 

## Научная деятельность
Крючков исследовал и изучал вопросы грамматики и орфографии. Проанализировал способ синтаксической связи - присоединение. Разработал типологию сложноподчиненного предложения, которую ввёл в школьную и вузовскую программу. Являлся соавтором «Орфографического словаря» Д.Н. Ушакова. Автор учебников  и  учебных пособий по русскому языку для очного и заочного обучения взрослых, глухонемых, нерусских учащихся, для дневной и вечерней общеобразовательной средней школы. Был членом орфографической комиссии при Институте русского языка Академии Наук СССР.

## Награды
Заслуги отмечены медалями и наградами:
- Орден Трудового Красного Знамени
- Медаль «За оборону Ленинграда»
- Медаль К. Д. Ушинского